# أحمد محمد علي (ضابط مصري)
اللواء أركان حرب أحمد محمد محمد علي هو لواء بالقوات المسلحة المصرية، شغل سابقاً منصب المتحدث الرسمي بإسم القوات المسلحة المصرية. تخرج من الكلية الحربية عام 1991، حاصل على بكالوريوس العلوم العسكرية من الأكاديمية العسكرية الملكية البريطانية «ساند هيرست»، التحق بكلية القادة والأركان ليحصل على ماجستير في العلوم العسكرية، رشح للدراسة في كلية القادة والأركان البرية بالولايات المتحدة الأمريكية، وحصل كذلك على دورة كلية الدراسات العسكرية المتقدمة "SAMS".

## التأهيل العسكري
- تخرج في الكلية الحربية عام 1991.
- حصل على بكالوريوس العلوم العسكرية من الكلية الحربية.
- حصل على بكالوريوس العلوم العسكرية من أكاديمية ساندهيرست العسكرية الملكية.
- حصل على ماجستير العلوم العسكرية من كلية القادة والأركان.
- حصل على دورة كلية القادة والأركان البرية بالولايات المتحدة الأمريكية.
- حصل على دورة من كلية الدراسات العسكرية المتقدمة.
- حصل على ماجستير العلوم والفنون العسكرية.[2]

## الوظائف الرئيسية
- جميع الوظائف الحتمية بسلاح المشاة حتى قائد كتيب.
- أركان حرب عمليات فرقة مشاة ميكانيكية.
- عضو هيئة تدريس بالكلية الحربية.
- عضو هيئة تدريس بكلية القادة والأركان.
- مدرس زائر بكلية الحرب العليا.

## الأنواط والميداليات
- نوط الواجب العسكري من الطبقات الأولى والثانية والثالثة.
- نوط التدريب من الطبقة الأولى.
- ميدالية الخدمة الطويلة بالقوات المسلحة.
- نوط بروناى من أكاديمية ساندهيرست العسكرية الملكية لأفضل الدارسين الوافدين.
- ميداليات (العيد 25 لانتصارات أكتوبر - العيد 50 لثورة يوليو المجيدة - العيد 25 لتحرير سيناء - ثورة 25 يناير 2012).